# Ukrainas historia

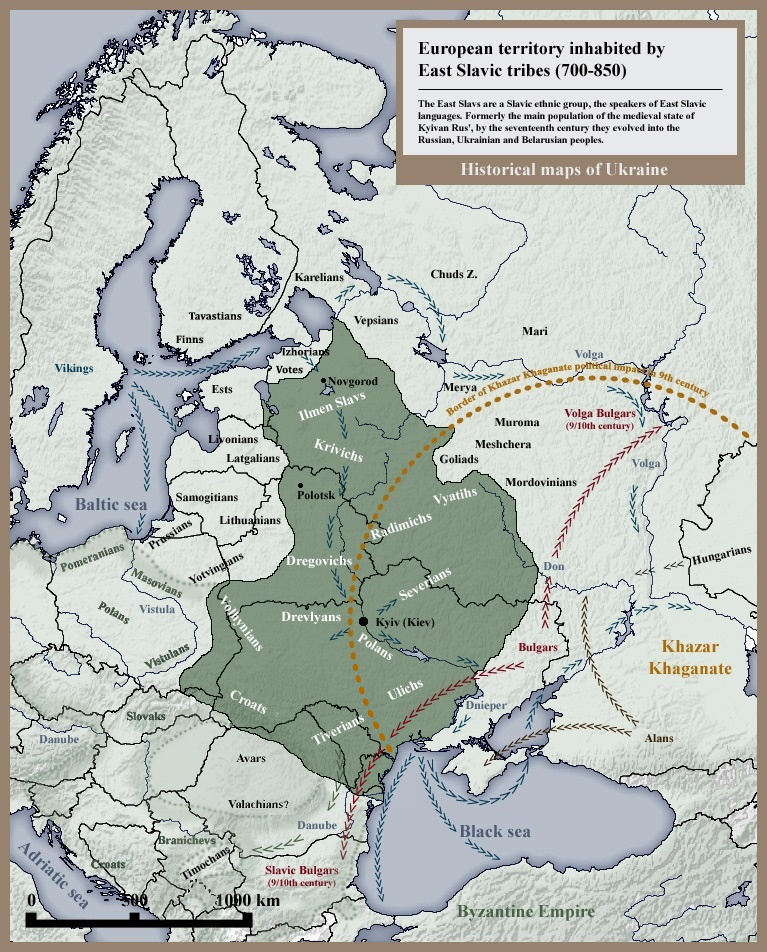
Östslaverna på 700-talet.

Den här artikeln behandlar nationalstaten Ukrainas historia. Stora delar av det område som idag utgör Ukraina var under 800-1200-talet känt som Kievriket eller Kyjivska Rus och grundades av Rurik eller Rjurik, på svenska Rörik, ca 830, till 879 som enligt Nestorskrönikan var en varjag, av rusernas stam (identifierade med svear[1] ). Ruserna färdades från Sverige och Roslagen längs floderna. Området har en lång historia av folkvandringar, och som plats för många svåra krig, men även blomstrande kulturliv. 

## Tidig historia (–800-talet)
De första identifierade folkgrupperna som befolkade Ukraina var det neolitiska folket av trypilliska kulturen, följt av kimmerierna, skyterna, sarmaterna, och goterna, tillsammans med andra nomadfolk som anlände under första årtusendet f.Kr. Under denna period var skyternas område en genomfartsled för migrerande folk från Asien till Europa.
Omkring 600 f.Kr. grundade grekiska emigranter kolonierna Tyras, Olbia och Hermonassa vid Svarta havets nordöstra kust. Där finns romerska och bysantinska kulturminnen bevarade.
Slaviska stammar ockuperade så tidigt som på 500-talet de centrala och östliga områden som skyterna bebodde. Under denna period ockuperade antescivilisationen, som troligen var slavisk, större delen av dagens Ukraina.

## Riken och federationer

### Kievriket (800-talet–1300)
Kievrikets, Kievrus, landområden beboddes på 800-talet av olika slaviska folk som talade ett urslaviskt språk och dyrkade sina egna gudar, däribland solen. Ukrainarnas förfäder var polonianer, siverianer, drevlianer duliber, vita kroater, ulycher och tivertianer. Även slaviska folkgrupper som krivichianer, vjatichianer och radimichianer, vilka senare skulle assimileras med finsk-ugriska folk och bli moskoviter omkring 700-1100-talet, bodde där. Drehovichianer var också bosatta inom Kievrikets område. De skulle senare i historien utvecklas till vitryssar.
Polonianerna var den största folkgruppen och den mest utvecklade. En historisk krönika från Kievriket berättar att staden grundades av en furste med namnet Kyj på 600-talet.
På 800-talet besegrades Kiev av varjager. Belägen i skärningspunkten mellan två handelsleder (en från Baltikum till Medelhavet och en från Asien till Europa) blev Kiev en av världens snabbast expanderande handels och kulturmetropoler.
På 1000-talet var Kievrus geografiskt sett det största landet i Europa. I anslutning till detta förekommer namnet Ukraina för första gången i de skriftliga källorna och samtida kartorna.

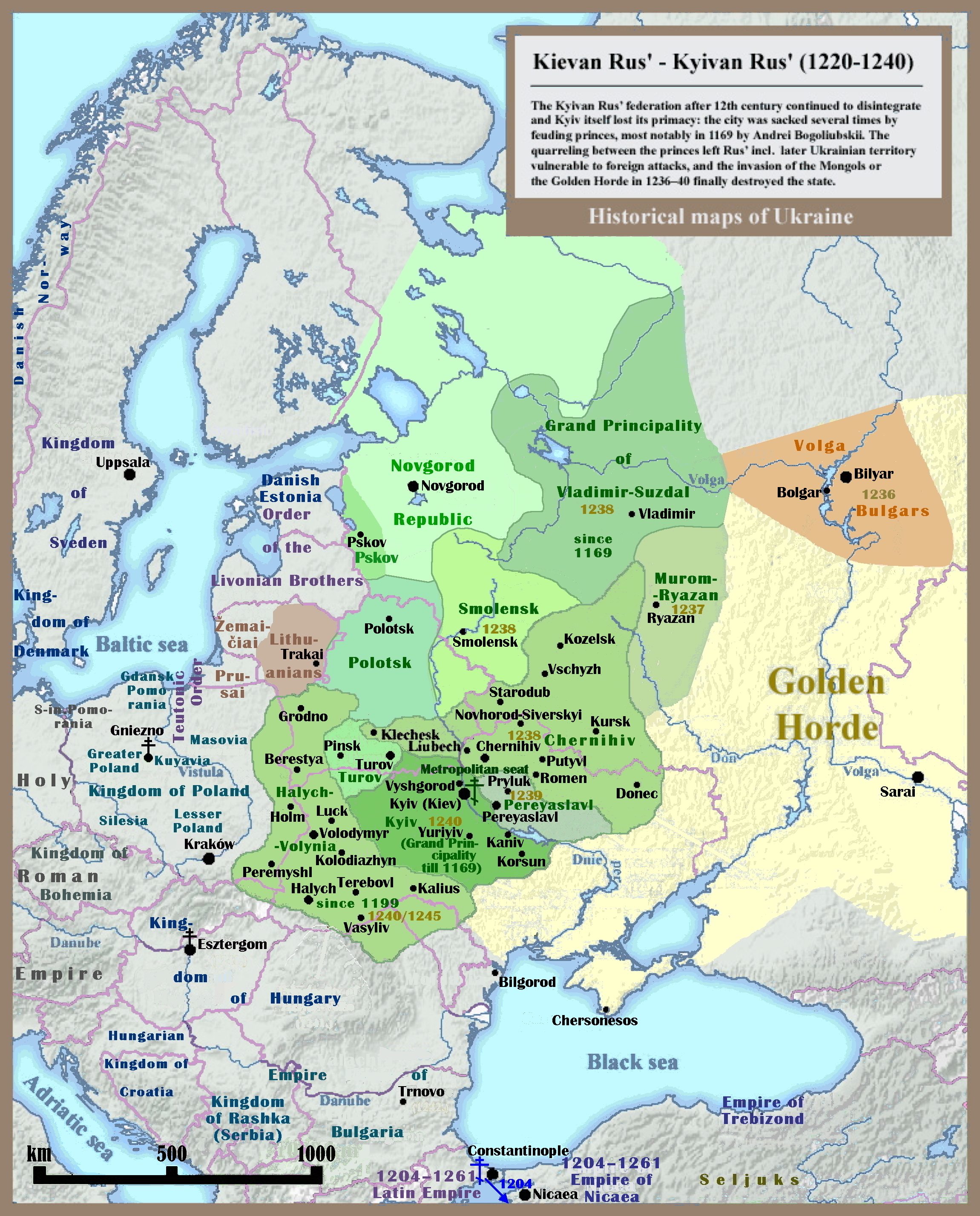
Kievriket cirka 1220–40.

Fastän kristendomen hade kommit till Kievriket före det första ekumeniska konciliet, var det med Första konciliet i Nicaea (särskilt för kusten vid Svarta havet) och i det västra av nuvarande Ukraina under Stormährens välde, som kristendomen antogs som statsreligion. Kiev döptes år 988. Den främsta orsaken till kristnandet av landet var storhertigen Vladimir den stores intresse för kristendomen som hade ärvts från hans farmor prinsessan Olga. Senare uppkom en del av Kievriket storhetstid under den kievska storfursten Jaroslav, som upprättade den "ruthenska rätten" (russkaja pravda), vilken varade hela den litauiska perioden av det nuvarande Ukraina. Konflikter mellan flera olika hertigdömen i Kievriket, trots prins Vladimir Monomachs ansträngningar, ledde till ett förfall som började på 1100-talet. I Kievriket propria ökade hertigdömena Galizien och Volynien i inflytande. I norr uppträdde namnet Moskva för första gången i skriftliga källor i Suzdals hertigdöme, vilket så småningom ledde till födelsen av det vi dag förstår med Ryssland. I nordväst ökade hertigdömet Polotsk sin självständighet från Belarus. Kiev plundrades av ryssar (1169), polovtzianer och mongoler på 1100-talet och 1200-talet. Som följd av detta utropades alla ukrainska hertigdömen till mongoliska lydstater (1239-1240). Under det mongoliska väldet skedde emigrering till andra länder; ukrainska bosättningar i Polen och Ungern uppkom.

### Galizien-Volynien (1200/1300-talet)
Kievriket blev efter mongolernas invasion ett hertigdöme, som sträckte sig till Kiev och stora delar av dagens Ukraina, under namnet Galizien-Volynien.
Kort dessförinnan hade Vladimir den store upprättat städerna Galizia och Volodymyr-Volynskyi som regionala huvudstäder för i rikets västra delar. Denna nya, mer exklusiva ukrainska stat grundades på dulibianska, tivertsianska och bilyy chorvatska (vita kroatiska) stammar. Staten regerades av ättlingar till Jaroslav den vise och Vladimir II Monomach. En kort period styrdes landet av en ungersk adelsman. Oroligheter med grannländerna Polen och Litauen började blossa upp, tillika återkommande krig med hertigdömet Tjernihiv i öster. Landet nådde sin höjdpunkt när det regerade området från Valakiet/Bessarabien och hela vägen till Svarta havets strand.
Under denna period (cirka 1200-1400-talet) var varje hertigdöme i regel självständigt. Staten Galizien-Volynien hamnade i krig med mongolerna, som krossades med Polens stöd och drevs mot Svarta havet och österut. Under denna period benämns regenten "kung av Rus" för första gången; innan dess hade titeln varit storhertig eller prins.

## Den södra delen av dagens Ukraina - Gyllene horden och Krimkhanatet
Den södra delen av dagens Ukraina vid Svarta havet tillhörde från 1200-talet Gyllene horden och från 1400-talet Krimkhanatet, ett krimtatariskt khanat som uppstod på Krimhalvön i och med uppdelningen av Gyllene horden år 1430 och bestod fram till den ryska erövringen 1783. Dess huvudstad var Bachtjysaraj. 
Den ryska överhögheten uppstod genom att ryssarna efter 1783 grundade flera nya städer vid Svarta havet: Odessa, Mykolajiv, Cherson och Sevastopol.
Ryska nybyggare skickades till Nya Ryssland för att odla upp den tidigare glesbefolkade stäppen. Även andra folkgrupper uppmuntrades att bosätta sig där. Många var tyskar. Det fanns också en liten grupp svenskar från Dagö. Ännu idag bor dryga hundratalet svenskättlingar kvar i byn Zmijivka (Gammalsvenskby).
Den södra delen av dagens Ukraina blev först ukrainskt i samband med bildandet av Ukrainska folkrepubliken och Ukrainska SSR efter Kejsardömet Rysslands kollaps i och med oktoberrevolutionen 1917. Krim blev en del av Ukraina år 1954, men var dock under en kort tid 1918 en del av Ukrainska folkrepubliken.

## Litauen och Polen (1300-talet–1600-talet)

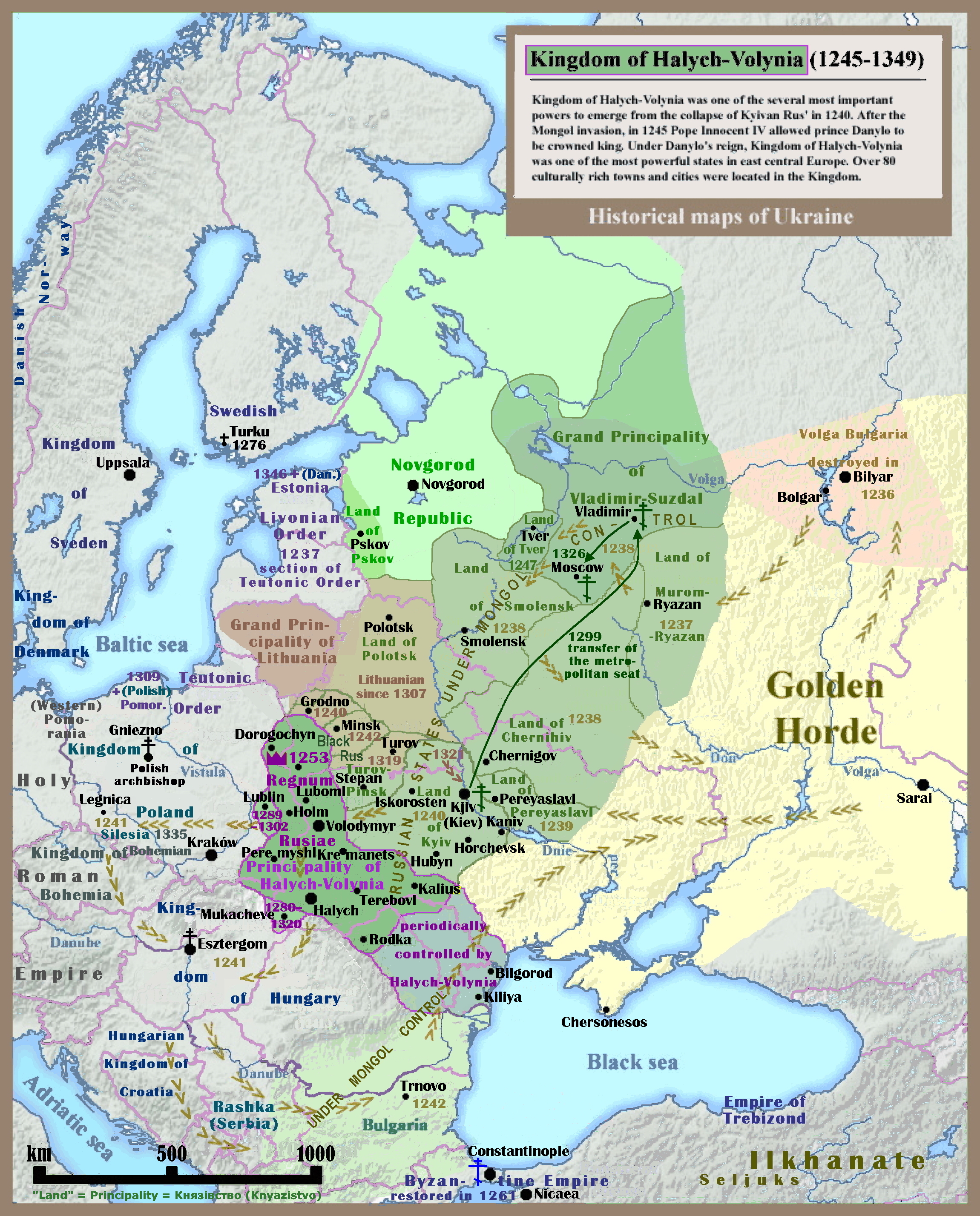
Det ukrainska området 1245–1349.

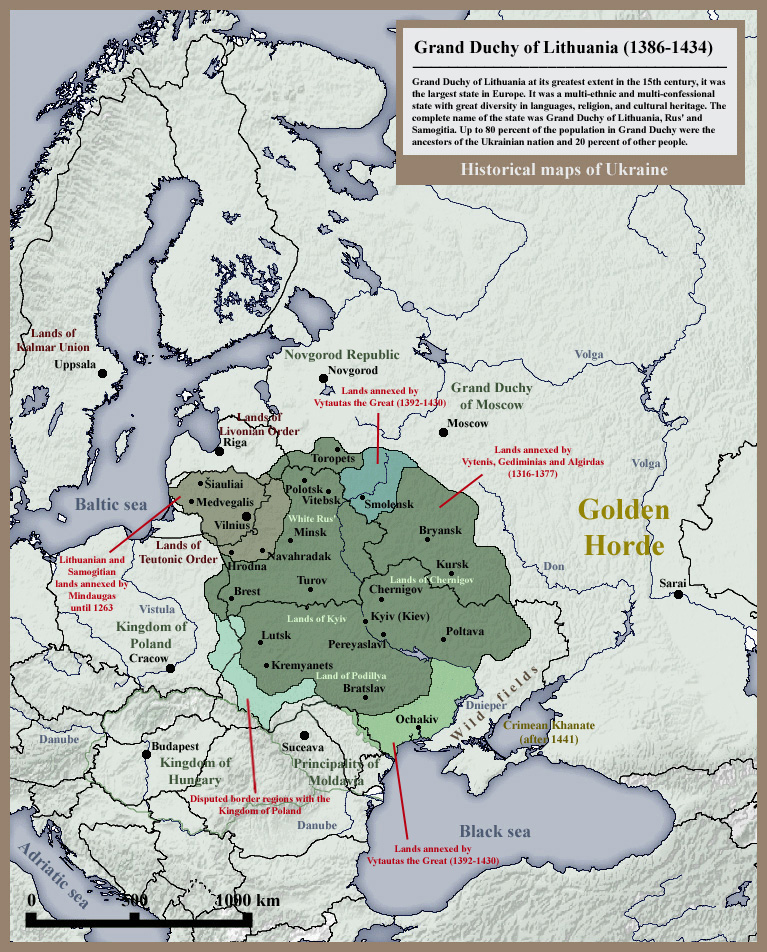
Det litauiska storfurstendömet 1386–1434.

### Förlust av självständighet
Under 1300-talet låg Polen och Litauen i krig mot Gyllene Horden, och större delen av det som idag är norra och västra Ukraina övergick till Polen och Litauen. Litauen tog över Volynien inklusive Kiev regionen, och regenterna i Litauen lade till titeln "Regent av Rus". Polen övertog regionen Galizien och Carpatho-Rus. I anslutning till unionen mellan Polen och Litauen flyttade polacker, tyskar, armenier och judar till området vilket ledde till en blandad etnisk sammansättning hos befolkningen.

### Kosackernas epok
Efter unionen i Lublin 1569 då Polsk-Litauiska valkungadömet grundades, röstade Zaporizjakosackernas högre klasser 1572 för att gå med. Perioden som följde omedelbart därpå, såg en enorm blomstring. Många nya städer och samhällen byggdes. Nya skolor spred renässansens idéer och polska bönder som anlände i massvis, blev snart assimilerade. Under denna epok blev många av Zaporizjakosackernas adelsmän polska. Ett socialt missnöje bland de fattiga grodde dock under denna tid.
Från 1589 inleds en period av konflikter mellan det Polsk-litauiska samväldet och Zaporizjakosackerna. Polackerna började straffa kosackerna för deras anfall mot tatarerna och osmanerna vilka vid den tidpunkten hade fredsavtal med Polen. Orsakerna till det var dock först och främst religiösa. Införandet av den katolsk-ortodoxa kyrkliga unionen i Brest 1594 syftade till att ställa alla ortodoxa rusiner under påven i Rom. Kung Sigismund införde dessutom 1596 en kyrklig union mellan de katolska och ortodoxa kyrkorna där den ortodoxa blev underställd den katolska. Den katolska kyrkan och de polska kungarna förföljde de ortodoxa rusinerna. Bland annat stängde man ortodoxa kyrkor och man lät inte rusinerna döpa sig, gifta sig och få sista smörjelsen via sina ortodoxa präster. Dessutom saknade rusinerna de flesta andra rättigheter i samhället och var mestadels slavar eller fattiga bönder. För att kunna ha samma möjligheter och privilegier som den polska szlachtan var rusinernas ortodoxa adel tvungen att gå över till katolicismen. I närmare sextio år framåt, med början 1591, pågick en serie av större kosackuppror: 1591–1593, 1594–1596, 1625, 1630, 1637–1638 och 1648–1654.
År 1591 utbröt ett uppror under ledning av hetman Krzysztof Kosiński, vilket slogs ner 1593. Den polska kronan försökte tygla kosackerna genom att begränsa deras antal till 6 000 man (så kallade registrerade kosacker), de övriga skulle inte få kalla sig för kosacker. Men den ukrainska frihetssträvan ledde till att fler fattiga bönder och slavar flydde och anslöt sig till kosackerna. Många såg kosackerna som den ortodoxa trons sista beskyddare. Under många år under 1600-talets början företog kosackerna många räder ner längs floden Dnepr och in i Krimkhanatet och i Osmanska riket, vilket skapade spänningar mellan Osmanska riket och Polen. På grund av detta utbröt bland annat ett polsk-turkiskt krig som pågick mellan 1620 och 1621.
1630 utbröt ytterligare ett uppror, den här gången under ledning av Taras Trjasila. Som tidigare ledde det inte till någon framgång för upprorsmännen. Under 1630-talet fortsatte det ukrainska missnöjet med det polska styret att växa. År 1637 pågick ett kosackuppror under ledning av hetman Pavlo Pavliuk, och året därpå (1638) under ledning av Dmitrij Gunja och Jakov Ostrjanin. Även dessa uppror misslyckades. Händelserna under kosackupproren i början av 1630-talet (under Taras Trjasilas ledning) inspirerade den ryske författaren Nikolaj Gogol att skriva en roman vid namn Taras Bulba som har filmatiserats flera gånger.

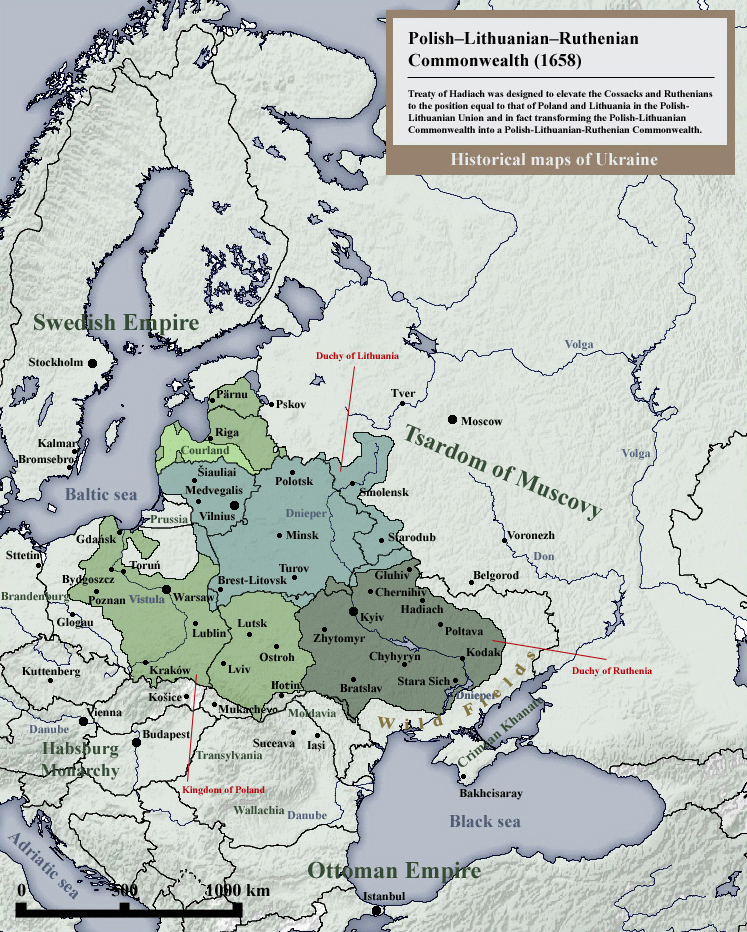
Det litauisk-polska samväldet 1658.

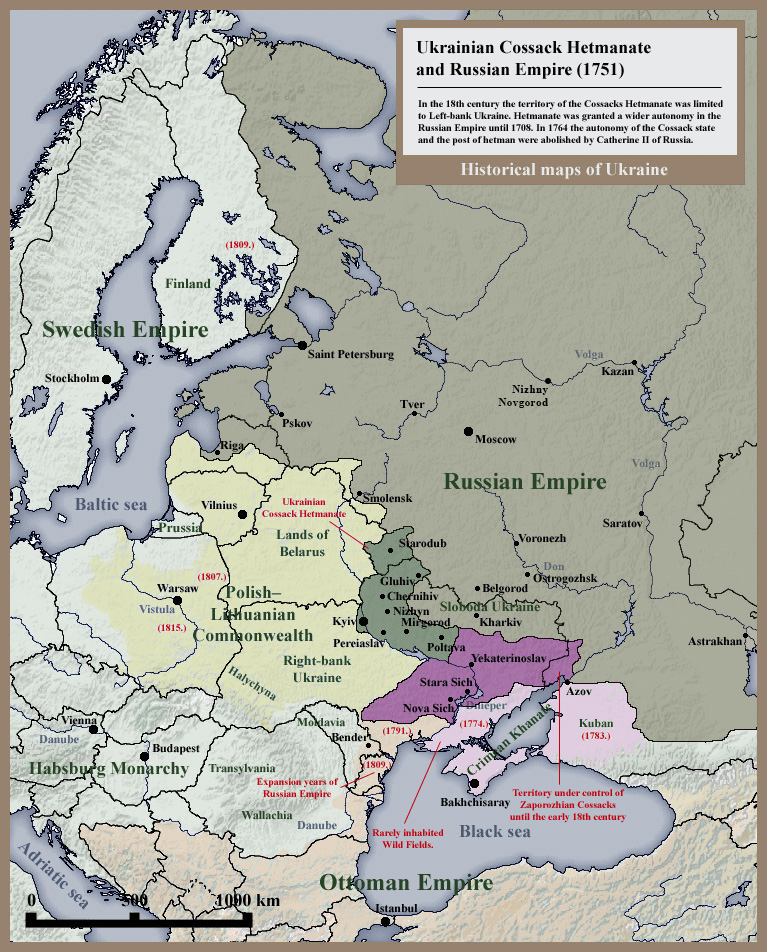
Ryssland med det zaporizjakosackiska hetmanatet, år 1751.

Slutligen utbröt år 1648 ett större krig mellan kosackerna och den polska staten vilket pågick i hela sex år. Kosackernas ledare, Bohdan Chmelnytskyj (polska: Chmielnicki), hade tidigare varit i polsk tjänst, men blev bitter motståndare till Polen efter den så kallade Czapliński-affären (då en av hans söner dödades av en lokal polsk adelsman, tog ifrån Chmelnytskyj hans lantegendom och som dessutom tog ifrån Chmelnytskyjs hans hustru och gifte sig med henne). Upproret började med kosackiska segrar i bland annat slaget vid Zolty Wody. Därpå följde långa och utmattande strider med växlande framgång. Redan på ett tidigt stadium vände sig Chmelnytskyj till Tsarryssland och bad om dess beskydd. Ryssland accepterade, om än något motvilligt, och i januari 1654 avgav rusinerna trohetseden till Rysslands tsar Aleksej Michailovitj i staden Perejaslav. Dock kom många framtida inbördeskrig att råda mellan kosacker som stödde det polsk–litauiska samväldet och Ryssland och självständighet. Unionen kom att vara (med undantag för oredan kring det första världskriget) i närmare 340 år fram till Sovjetunionens upplösning 1991, då Ukraina, Vitryssland och Ryssland blev självständiga stater.
Mellan 1654 och 1667 pågick ett polskt-ryskt krig. Efter inledande framgångar för de rysk-ukrainska styrkorna övertog så småningom Polen initiativet tack vare det påpassliga Krimkhanatet som växelvis som tungan på vågskålen stödde Polen-Litauen respektive Ryssland om vartannat. I slutändan var båda sidor utmattade av de långa striderna vilket varit Osmanska riket och dess vasall - Krimkhanatets avsikt, då man fruktade de båda rikenas styrka och eventuella union mot Osmanska riket. 1667 delades Ukraina officiellt så att dess östra del tillföll Ryssland genom fredsavtalet i Andrusovo. Västra och centrala Ukraina förblev tills vidare under polskt styre.
En del kosacker knöt kontakter med Tsarryssland och år 1654 bildade man en gemensam union som syftade till att försvara sig från Polen. Resultatet blev en rysk militärintervention. Republikanska auktoriteter försökte förhandla med kosackerna 1658, men det avbröts efter Chmelnytskyjs död och år 1667. Freden i Andrusovo 1667 ledde till Ukrainas delning där den östra delen tillföll Ryssland med bibehållen zaporizjakosackisk autonomi i många frågor utom i försvarsfrågor och utrikespolitik. Efter Polens delningar 1793 och 1795 erhöll Tsarryssland merparten av de ukrainska områdena väster om Dnepr utom Galizien, som tillföll Österrike. 
Ett försök att helt lösriva området från Tsarryssland skedde under hetman Ivan Mazepa 1708-1709, som anslöt sig till Karl XII. Mazepa ställde 5 000 kosacker till den svenske kungens förfogande, men efter det att den svenska armén hade lidit ett avgörande nederlag mot ryssarna i slaget vid Poltava (28 juni 1709) flydde Mazepa tillsammans med Karl XII till Bender. 
Ivan Mazepa dog i Karl XII:s läger i Bender och efterträddes av Pylyp Orlyk som tillsammans med en grupp Zaporizjakosacker kom till Sverige 1716. Kosackerna slog sig ner i Kristianstad och hör till de första "ukrainska" invandrarna. Zaporogkosackernas huvudsäte Sitj förstördes av ryssarna men byggdes upp på nytt 1734. Ryssland tolererade dock inte de bångstyriga kosackernas frihets- och autonomikrav.
Från slutet av 1700-talet, under Katarina II:s regeringstid, krossades kosackerna fullständigt deras marker absorberades och de etniskt ukrainska områdena kom då nästan helt under Kejsardömet Ryssland. I juni år 1775 omringades zaporogkosackernas huvudstad Sitj av Katarina II:s styrkor. I slaget blev kosacklägret jämnat med marken och kosackerna dödades eller fördes bort i fångenskap och gör därmed helt slut på Zaporizjakosackernas autonomi. Kosackernas ledare, kosjovyj (härläger-chef) Petro Kalnysjevskyj, internerades i klostret på Solovetskijöarna. Han tillbringade 25 år i fångenskap, fram till sin död 1803.
Den jord kosackerna tidigare hade ägt delades ut till ryska adelsmän eller till nybyggare av främst tysk börd men också av serbiskt, bulgariskt och ungerskt ursprung.
En grupp på 5 000 zaporogkosacker flydde över den osmanska gränsen, som då var belägen vid det nuvarande Moldavien. De stannade i staden Bilhorod ovanför Dnestrs delta och sände därifrån en diplomatisk mission till den osmanske sultanen med en anhållan om att få bli osmanska undersåtar, något som beviljades dem. Sultanen lät dem bygga det Nya Sitj på ett antal öar i Donaudeltat. Nya Sitj växte snabbt och på bara ett år hade kosackhären ökat från 5 000 man till 7 000 man, tack vare flyktingar från Katarina den II:s Ryssland och från de polskstyrda delarna av de etniskt ukrainska områdena på floden Dneprs högra strand. Kejsardömet Ryssland ogillade utvecklingen och försökte stävja den genom att utlysa amnesti för flyktingarna och utöva diplomatiska påtryckningar på osmanarna. Man lät också styrkor av ryska donkosacker (de så kallade Nekrasovkosackerna, som i början av 1700-talet bosatt sig bortom Don) anfalla Nya Sitj.

## Ryssland och Österrike (från 1700-talet)

### Övergången till ryskt och österrikiskt styre
Ryska tsarernas styre över dagens centrala Ukraina blev alltmer påtagligt. Genom delningen av Polen kom hela Galizien under österrikiskt styre, medan Ungerns styre över Karpaterna fortsatte. Ukrainskspråkiga författare och intellektuella inspirerades av den nationalistiska andan som spirade bland europeiska folk som lydde under olika imperier, och återupprättade ukrainska språkliga och kulturella traditioner och strävade för att skapa en ukrainsk nation.
Fram till början av 1840-talet betraktade den ukrainska eliten förhållandet till Ryssland som ett system av kompletterande lojaliteter. Man kunde på en och samma gång vara en "ukrainsk" patriot och en lojal undersåte i Ryska imperiet. Den övergripande nationalkänslan vilade på en "allrysk" eller "panslavisk" identitet (inkluderat talare av alla olika östslaviska språken). Från 1840-talet växte dock tanken på ukrainska och ryska som två separata nationalspråk sig allt starkare – trots det tidvis starka förtrycket av det ukrainska språket. Den ukrainska intelligentians första försök att utmana det ryska zsarstyret slutade med att deltagarna greps och deporterades. Samtidigt pågick inom intelligentian, den bildade klassen i samhället, en dragkamp mellan dem som kämpade för ukrainarnas frigörelse och panslavister, det vill säga personer som betonade de slaviska folkens gemensamma intressen. Även i Galizien väcktes nationalistiska känslor bland ukrainarna. Staden Lemberg och dess universitet blev centrum för den ukrainska nationalismen. Denna växande nationalkänsla kulminerade i Ukrainska revolutionen 1917, när under en kort tid etablerades en separat stat, Ukrainska folkrepubliken, vid sidan av det revolutionära Ryssland (efter 1922 Ryska SSR).
Industrialiseringen i den östra delen av Ukraina i slutet av 1800-talet medförde stora sociala förändringar: inflyttning till städerna, uppkomsten av en arbetarklass samt en förstärkt förryskning.
I synnerhet ryssarna upprättade strikta restriktioner för att förhindra det ukrainska språket och kulturens inflytande, och förbjöd människorna att tala och att studera ukrainska. År 1876 förbjöds undervisning på ukrainska och utgivning av ukrainska böcker och tidskrifter. Detta förbud upphävdes efter 1905 års revolution i Ryssland. De ukrainare som lydde under Österrike utsattes inte i samma utsträckning av strikta restriktioner. Under denna epok började det ukrainska folket för första gången använda namnet "Ukraina" i stället för Rutenien. Ukrainas guvernementens egenart började också få förnyad betydelse, och den ukrainska nationalismen tilltog i styrka på olika sidor om nationsgränserna.

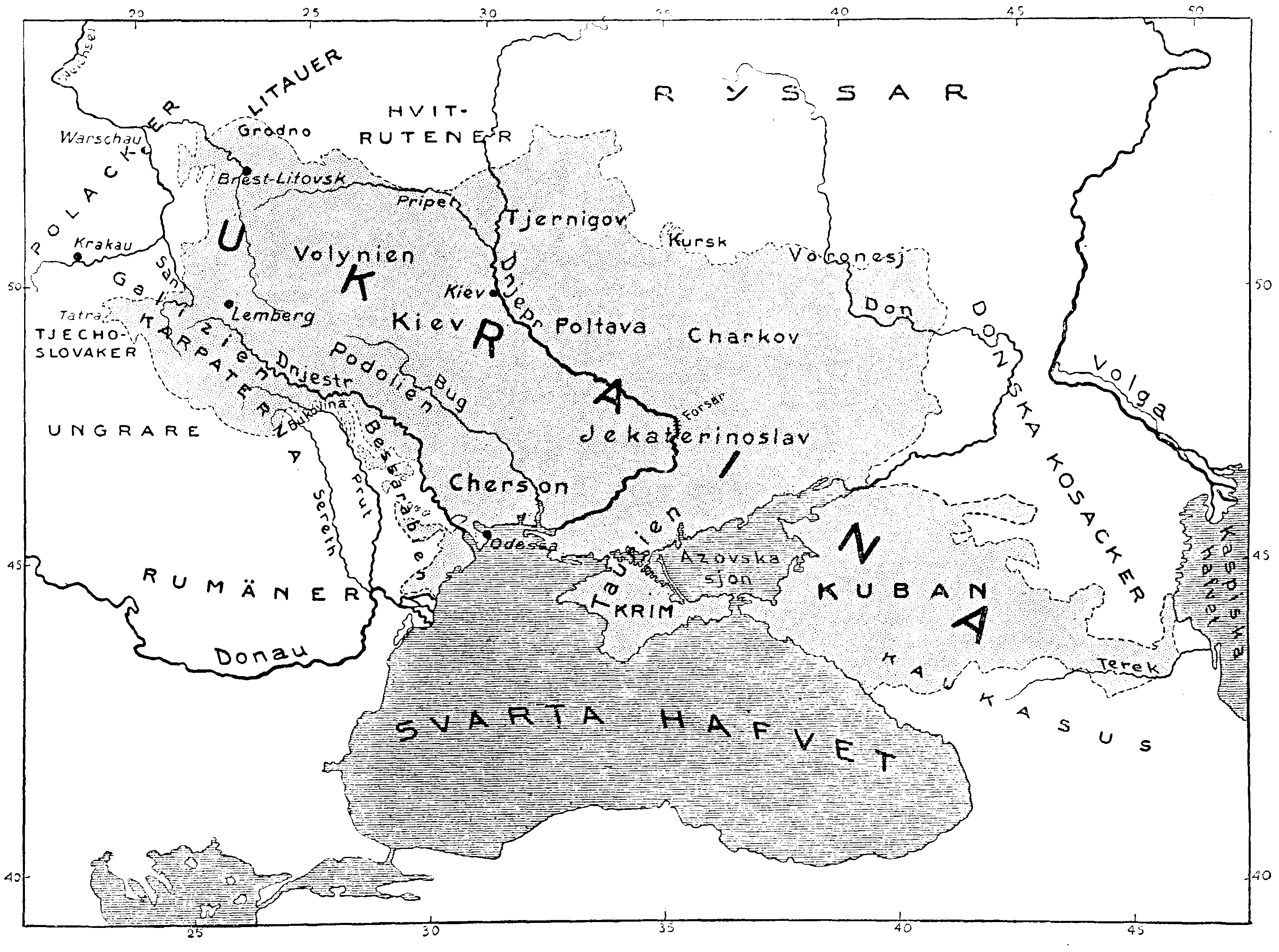
Ukrainarnas bosättningsområde i östra Europa i början av 1900-talet. Kartan visar områden där ukrainsktalande då var i majoritet.

## Första världskriget och ryska revolutionen

### Världskrig och revolution
När första världskriget och den ryska oktoberrevolutionen 1917 splittrade habsburgarnas och det ryska imperiet, deklarerade Ukraina sin självständighet. Mellan 1917 och 1918 uppnådde tre ukrainska republiker självständighet, nämligen Rada, direktoratet, Hetmanaten, och den Ukrainska folkrepubliken.
År 1919 hade polska styrkor tagit kontroll över stora delar av västra Ukraina, efter att ha gått segrade ur det Polsk-ukrainska kriget. Västukrainska folkrepubliken under ledning av Kost Levytskij och Jevhen Petrusjevytj hade misslyckats med att skapa en ukrainsk stat på områden i östra Galizien, som både polacker och ukrainare gjorde anspråk på.

### Ukrainska folkrepubliken I (1917–18)
I samband med den ryska februarirevolutionen 1917 bildades ett ukrainskt råd i Kiev, Rada, vilket med allt större kraft hävdade kravet på ukrainsk autonomi. Radan konstituerade sig under oktober och kom genast i konflikt med revotionsregeringen i Petrograd. Det försvagade bandet till den ryska centralregeringen brast i samband med bolsjevikernas revolution i november ("oktoberrevolutionen" enligt den gamla kalendern). De ukrainska bönderna hade då varit med om att annektera storgodsen, men en kommunistregim lockade dem inte särskilt. Kiev vill inte längre nöja sig med autonomi utan krävde full självständighet (se ukrainska revolutionen). Historikern Hrusjevskyj gjorde upp ett förslag till en federativ statsförfattning, vilket skar sig rejält mot Lenins krav. Ukraina proklamerade sig som en självständig folkrepublik, vilken de facto erkändes av ententemakterna.

Den nya ukrainska regeringen var dock svag och kunde inte freda sitt territorium. Områdena i öster översvämmades av ryska trupper och plundrande band, understödda av inhemska bolsjeviker. Ententen kunde inte heller ge praktiskt stöd till den ukrainska staten, så därför sökte Radan stöd hos Tyskland och Österrike. Genom freden 8 februari 1918 i Brest-Litovsk mellan Ukrainska folkrepubliken och centralmakterna, erkände dessa landets självständighet. Tyskland och Österrike (som fortfarande deltog i första världskriget på övriga fronter) hoppades kunna få spannmål och andra livsmedel från jordbrukslandet Ukraina. För att nå detta skedde en total tysk-österrikisk ockupation av Ukraina som utsträcktes ända bort till Don och Azovska sjön

### Hetmanatet (1918)
Under våren råkade den tyska ockupationsmakten och den nationella sinnade och socialt radikala Radan i luven på varandra. Ukrainska bönder vägrade samtidigt att frivilligt dela med sig av sina förråd. 29 april genomfördes en statskupp, där Radans medlemmar häktades och en ny provisorisk regering bildades – Hetmanatet (även Ukrainska staten), ledd av Pavlo Skoropadskyj som hetman. Denna regim var helt beroende av tyskarna, hade visst stöd från ryska borgerliga kretsar samt inom vissa ukrainska högerpartier. De mer socialistiskt sinnade nationellt ukrainska partierna blev dock hans svurna motståndare.
Under sommaren 1918 blev läget allt mer prekärt. En svag regeringsmakt, allmän oordning och ekonomisk röra förvärrades av centralmakternas sammanbrott i världskriget. De tysk-österrikiska trupperna stod inför återtåg, samtidigt som tyskarna inte tillåtit Ukraina att skapa en egen armé. Skoropadskyj utfärdade i november ett manifest som syftade till återupprättandet av ett enat Ryssland, fast på federativ grund och med tryggade rättigheter för Ukrainas egenart; därigenom hoppades han vinna ententens understöd. En ny regering bildades med borgerligt sinnade, nästan uteslutande ryska medlemmar. Detta innebar ett tydlig brytning med det nationellt demokratiska Ukraina, vilket ledde till att Symon Petljura höjde upprorsfanan och – tack vare att de tyska trupperna förhöll sig neutrala – i december tåga in i Kiev för att ta över makten med sitt fyrmannadirektorium – Direktoratet. Detta innebar ett återupprättande av Ukrainska folkrepubliken, fast ofta benämnt under namnet Direktoratet. Skoropadskyj räddade sig till Tyskland.

### Ukrainska folkrepubliken II (Direktoratet, 1918–21)
Under december och januari gjorde direktoriet vad de kunde för att på samma gång komma till samförstånd med Lenin och vinna ententens stöd. Man misslyckades på båda fronterna, och snart befann Ukraina sig i krig med Sovjetryssland. Någon hjälp av ententetrupperna, som baserats i Odessa för att understödja de vita trupperna i det ryska inbördeskriget, stod inte att nå.
Under vintern hade rutenerna (de ukrainsktalande i det sönderfallande Österrike-Ungern) proklamerat sin självständighet under namnet Västukrainska republiken. Det gick inte helt smärtfritt, eftersom man då fick två nya fiender – det återupprättade Polen (i Galizien) och Rumänien (i Bukovina).
Petljura lyckades trots detta samla till en ukrainsk armé för att försvara sitt territorium. Dessutom fanns stöd av talrika friskaror. I januari tvangs man utrymma Kiev och flytta regeringen till Vinnytsia i söder, men Petljura höll ut mot övermakten i tre års tid; han tillfogade under sommaren 1918 ryssarna flera nederlag. 1 september slöts fred mellan Polen och Ukrainska folkrepubliken, som där tvangs lämna över Galizien till polackerna.
Under 1919 fick Petljura en ny fiende i den "vita" generalen Denikin, som inte vill veta av ett självständigt Ukraina. Denikin intog i augusti Kiev men tvangs själv utrymma den ukrainska huvudstaden i december, när bolsjevikerna anlände. Petljura sökte under tiden skydd och stöd hos Polen, vilket genom Piłsudskis offensiv våren 1920 tycktes kunna ge krigslycka även åt Petljura. Petljuras två divisioner förenades med den polska invasionsarmén, som hoppades att ukrainska friskaror skulle förena sig i ett allmänt uppror.
Alliansen med Polen slog dock tillbaka, eftersom många ukrainare fortfarande mindes de långa tider när polska godsägare styrde och ställde. Kiev intogs i maj, men staden tvangs åter utrymmas i juni. Petljuras kvarvarande styrkor fick retirera västerut, och Ukrainas öde som självständig stat var då beseglat. Efter vapenstilleståndet i oktober och fredsfördraget i Riga 18 mars 1921 var den kampen över. De de västra delarna av dagens Ukraina med  Galizien och Volhynien blev då åter införlivad i Polen, medan den större, centrala och östliga delen. Den 30 december 1922 var Ukrainska SSR en av de fyra republiker som grundade den nya statsbildningen Sovjetunionen.

## Mellankrigstiden
I västra delen av dagens Ukraina, som under mellankrigstiden till stor del ingick i Andra polska republiken, utgjordes befolkningen till största delen av ukrainare, men städer som Lwów hade också inslag av judisk och polsk kultur. Den ukrainska befolkningens diskriminerade ställning i Andra polska republikens östra delar var grunden till långvarig oro i regionen.

Sovjetrepubliken Ukrainas flagga.

Efter inbördeskriget och hungersnöden 1921–1922 blev resten av 1920-talet något av en gyllene tidsålder för sovjetrepubliken Ukraina. Det politiska kaoset tvingade fram en tillfällig reträtt från de planekonomiska principerna som sade att all egendom skulle ägas av staten. Den nya ekonomiska politiken (NEP) 1921–1928 tillät privat företagsamhet inom jordbruk, handel och småindustri. Bolsjevikerna återlämnade också en del jord tidigare hade som nationaliserats. Kulturlivet blomstrade, och en ny språklag gav ukrainskan företräde framför ryskan med bolsjevikernas godkännande.

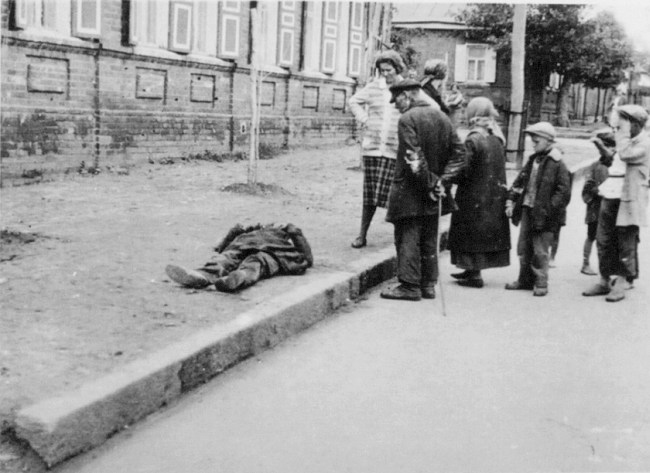
Även städerna drabbades av hungersnöden. Här ett lik på gatan i Charkov (1933), som väcker sympati från andra stadsbor.

Vid slutet av 1920-talet var emellertid det sovjetiska trycket mot ukrainsk nationalism oerhört svårt – särskilt under Stalin. Detta slog hårt mot de intellektuella, och Stalins kollektiviseringspolitik från 1929 där all mark och övergick i kolchoser, som ägdes kollektivt, eller i stora statsjordbruk, sovchoser. "Välbärgade" bönder, kallad kulaker, förvisades med sina familjer till Sibirien och Centralasien där många dog. De kollektivistiska strävandena gjorde livet för miljoner tidigare oberoende bönder och andra i landet svårt, och en svår hungersnöd förvärrades till en svältkatastrof som drabbade Ukraina hårt. Uppskattningen av antalet döda genom Holodomor åren 1932-1933 uppgår till mellan 3 och 10 miljoner.
Landet utsattes också för massiv förryskning, och många kulturpersonligheter, ukrainska nationalister, intellektuella, präster, mullor och rabbiner mördades eller deporterades. Från mitten på 1930-talet, till följd av massdöd bland ukrainare samt etniska omflyttningar, kom ryssarna att utgöra en betydande andel av befolkningen i östra Ukraina som också med den ökande industrialiseringen och urbanisering fick ökad rysk inflyttning. Förtrycket slog även mot traditionellt ukrainsk kultur, som de episka dumy-sångerna.
Tvångsförflyttning (deportation) av stora folkgrupper användes i mycket stor omfattning av Josef Stalins sovjetiska regim för att motarbeta potentiellt fientligt inställda etniska och religiösa grupper. Deportationerna startade med kulakerna under kollektiviseringen och därefter polacker från Vitryssland, Ukraina och europeiska Ryssland 1932-1936.

## Andra världskriget
Efter Polens fall hösten 1939 införlivades dagens västra ukrainska regionerna med Sovjetunionen. Sovjetmakten utförde 1939–1941 massdeportationer till Sibirien och Sovjetunionens inre delar, något som berörde ukrainare som betraktades som potentiellt illojala med Sovjetunionen och dess politik. Enligt olika källor kom mellan 320 000 och 1,5 miljoner invånare från västra Ukraina att deporteras. Hur stor del av dessa som var etniska ukrainare är inte känt.

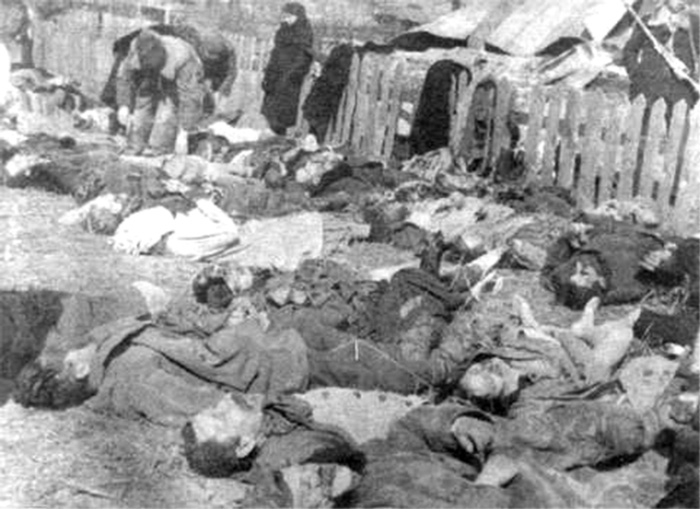
Offer för en massaker som begåtts av ONU:s militära gren UPA i Volynien i dåvarande Polen (nu Ukraina), 1943.

Vid inledningen av den tyska invasionen av Sovjetunionen 1941 välkomnade många ukrainare – i synnerhet de i väst – de tyska trupperna som "befriare". Detta fick de anledning att ångra. Många ukrainares tyskvänliga attityd var i viss mån följden av de aktioner som Stalin utfört mot de ukrainska bönderna (de flesta etniska ukrainare var vid den här tiden bönder). Snart efter invasionen inledde tyskarna och nationalistiska ukrainare (OUN) en period av folkmord, mord och deporteringar av judar och polska civila, och man brände ner hela byar. Den tyska ockupationen av Ukrainska SSR genomfördes på tre månader. I slaget om Kiev september 1941 tog tyskarna 450 000 sovjetiska soldater till fånga, samt ett stort antal civila. Det totala antalet fångar uppgick till omkring 660 000 personer. Efter kriget utnämndes Kiev till en sovjetisk hjältestad.
Nazisternas brutalitet var fruktansvärd. Erich Koch var från 1941 till 1943 "rikskommissarie" i Reichskommissariat Ukraine. Hans första åtgärd som rikskommissarie var att stänga alla skolor…
| ” | Ukrainska barn behöver inga skolor. Det som är nödvändigt för dem att lära sig får de veta från sina tyska herrar. Erich Koch | „ |

Kochs ökända brutalitet speglas i citatet "För att få en ukrainare värd att sitta vid mitt bord, måste jag skjuta honom först." Erich Koch åtalades aldrig vid Nurnbergrättegångarna. 1950 lämnades Erich Koch ut från Storbritannien till Polen. Först efter nio år åtalades han och dömdes till döden den 9 mars 1959. Han dömdes enbart för krigsbrott utförda i Polen. Straffet omvandlades till livstids fängelse, och den förment klene mannen dog en naturlig död 90 år gammal i fängelset i Barczewo i Polen den 12 november 1986. Trots att Erich Koch hade ansvaret för mordet på miljontals människor, från Baltikum till Svarta Havet, ställdes han aldrig inför rätta för krigsbrott i Ukraina och Baltikum. Hans krigsbrott blev heller aldrig utredda.
I det självständiga Ukraina har konspirationsteorier bland nationalisterna förekommit om att Stalin inte ville se Koch och hans medarbetare vittna om styrkan hos de ukrainska nationalisterna under kriget. Nazisterna förintade en miljon judar i Ukraina och deporterade ukrainare till slavarbete. Kiev förstördes i det närmaste totalt, liksom många andra delar av Ukraina. Många ukrainare började kämpa mot nazisterna så som de kämpat mot Sovjetunionen, men många kämpade också på Sovjetunionens sida. Både nazisterna och Stalin utsatte lokalbefolkningen för svåra repressalier, som massavrättningar, ödeläggelse av byar och propaganda. I kampen fortsatte mot Sovjetunionen i mindre skala efter andra världskrigets slut – genom lokala partisaner i västra Ukraina – men den hade mer eller mindre krossats på 1950-talet. Enligt ett citat som tillskrivs förre partiledaren Nikita Chrustjov ville Stalin deportera hela den ukrainska befolkningen till Sibirien, men tvingades hejda sig eftersom transportresurserna var otillräckliga.

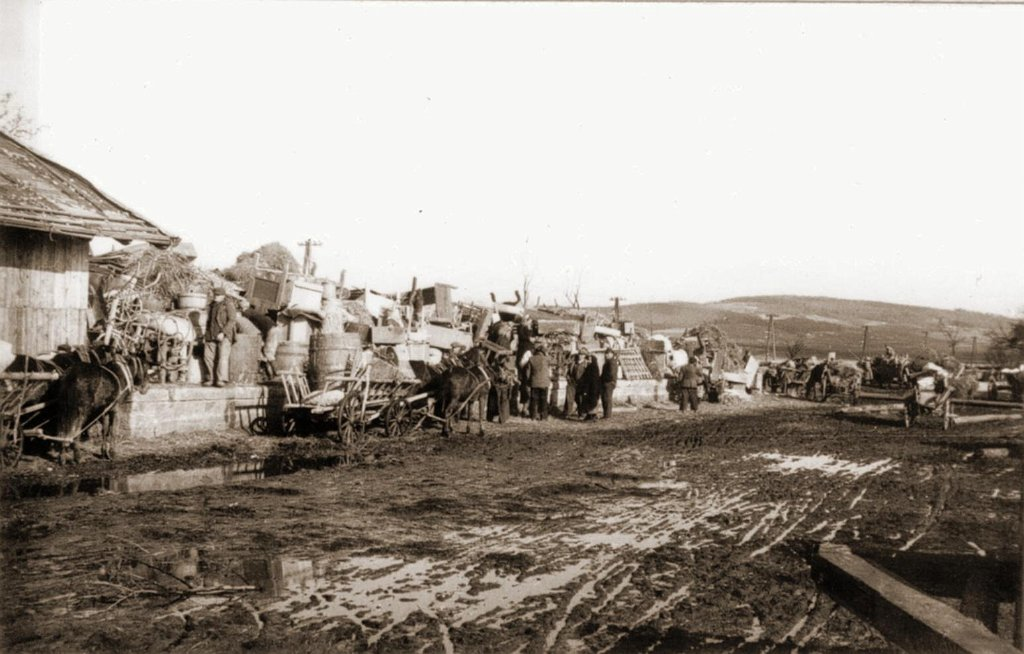
Hemsändandet av ukrainare från Nowosielce till Sovjetunionen i mars 1946. De hemsändande väntar vid järnvägsstationen i Nowosielce, som förstördes av UPA-medlemmar den 30 december 1945.

Ett hemsändande av ukrainare från Polen till Sovjetunionen skedde mellan 1944 och 1946 och var en del av evakueringen och utvisningen under andra världskriget. Fördraget undertecknades 9 september 1944 mellan Lublinregeringen i Polen och Ukrainska SSR, och låg till grund för hemsändandet av ukrainare, liksom för hemsändning av polacker 1944-1946. Omkring 480 000 ukrainare och polacker och omfattades av dessa hemsändningar.
Andra världskriget drabbade Ukraina hårt, ungefär var sjätte invånare dödades. Det totala antalet döda civila under kriget och den tyska ockupationen har uppskattas till sju miljoner, varav över en miljon judar som mördades av ukrainska nationalister och  nazistiska Einsatzgruppen. Det stora flertalet av dessa föll offer för illdåd (bland annat i Babij Jar), slavarbete, och massakrer av hela byar. Av de cirka 11 miljoner sovjetiska soldater som stupade i krig mot nazisterna var ungefär en fjärdedel (2,7 miljoner) ukrainare.
Under och efter under andra världskriget deporterades krimtatarer och andra minoriteter som  bulgarer, greker och armenier från kustområdet vid Svarta havet.

## Efterkrigstiden

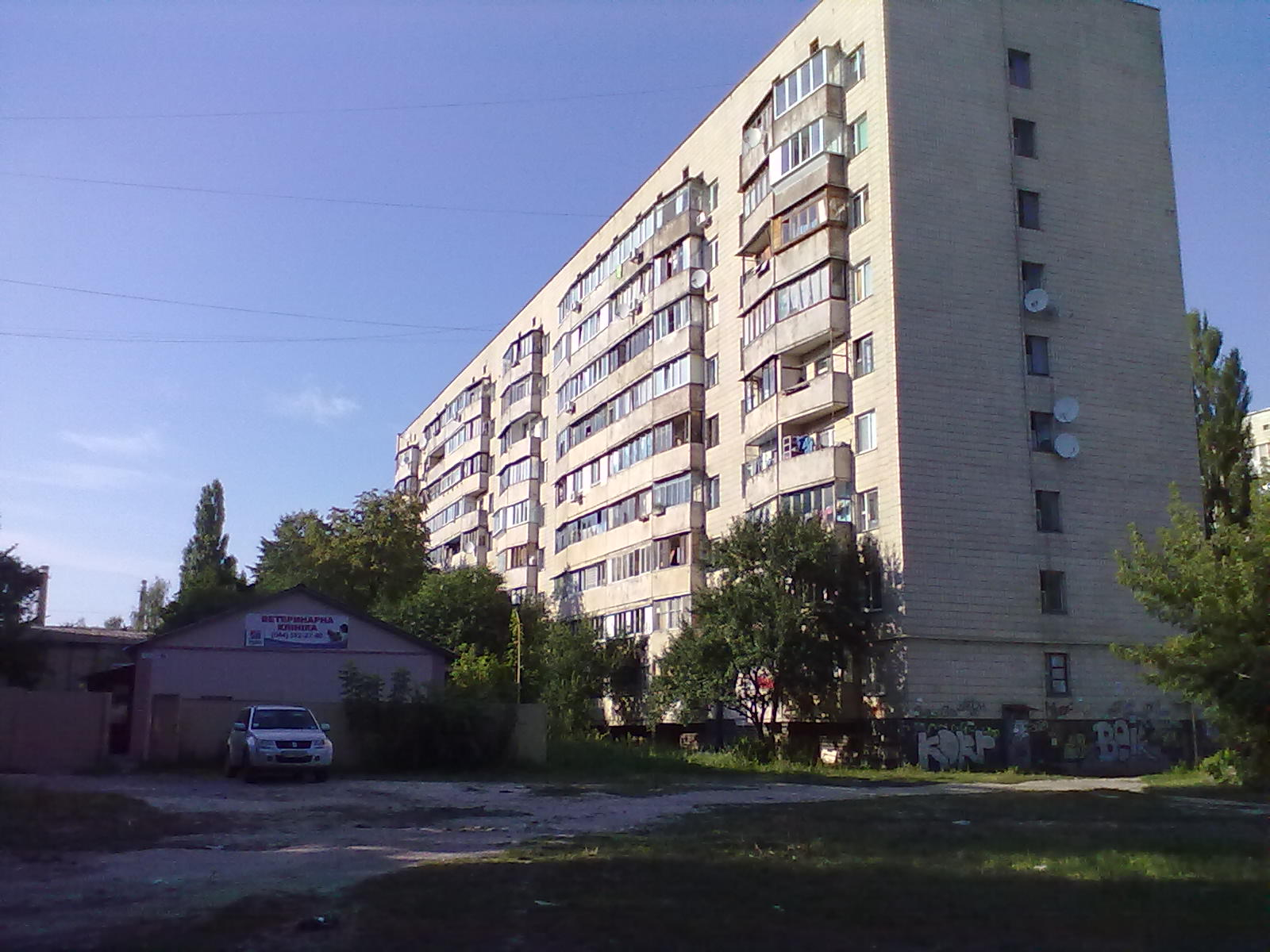
Ett typiskt sovjetiskt hyreshus i ett av de många nya bostadsområden byggda i efterkrigstidens Kiev.

Mycket litet förändrades politiskt i Ukrainska SSR de närmaste årtiondena. Under perioder av förhållandevis stor politisk och kulturell frihet – som under Nikita Chrusjtjov från 1955 till 1964 – kämpade ukrainska kommunister inom unionen för ukrainska intressen. Den relativa levnadsstandarden ökade främst för städernas invånare under 1950-, 60- och 70-talet. Under denna tid byggdes många nya bostadsområden och offentliga byggnader. Även många kulturinstitutioner inrättades. Under perestrojkan kunde mera "nationella" mål återigen hävdas av ukrainska ämbetsmän.

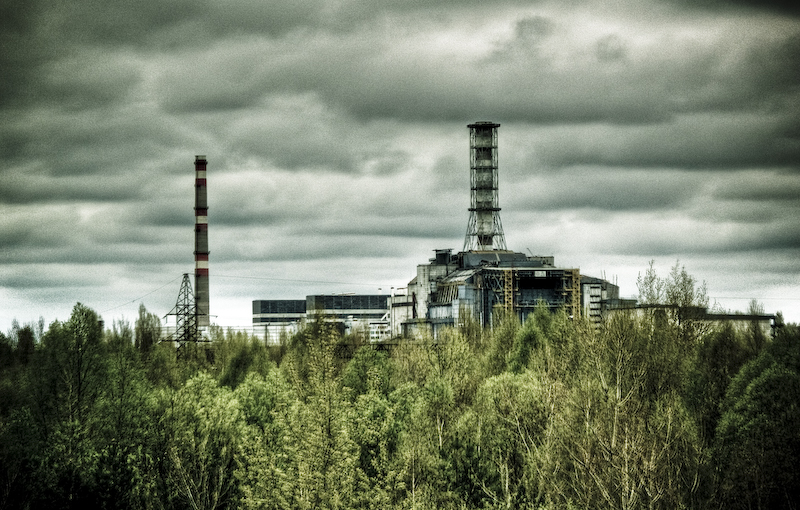
Tjernobyl, kärnkraftverket vars härdsmälta fick politiska följder.

Staden Prypjat var platsen för Tjernobylolyckan 26 april 1986 när ett kärnkraftverk havererade. Stora delar av norra Ukrainska SSR drabbades, men även Vitryska SSR. Detta uppmuntrade en rörelse för politisk oberoende som gick under namnet Ruch som fick stort genomslag i Sovjetunionen under slutet av 1980-talet. När Michail Gorbatjov introducerat glasnost ökade de nationalistiska strömningarna i Ukrainska SSR med Ruch i spetsen. I ljuset av parlamentsvalet 1990 närmade sig även många representanter för kommunistpartiet det nationalistiska lägret och en nationalistisk falang inom partiet ledes av Leonid Kravtjuk. Efter Augustikuppen i Moskva 1991, ett misslyckat kuppförsök mot Michail Gorbatjov, förklarades Ukrainas självständigt av det ukrainska parlamentet den 24 augusti 1991. Den 1 december 1991 godtog det ukrainska folket självständigheten vid en folkomröstning.

## Det självständiga Ukraina

### Kravtjuk och Kutjma (1991–2004)
Det självständiga Ukrainas förste president blev Leonid Kravtjuk som utsågs 1991; han var tidigare högt uppsatt i det gamla kommunistiska partiet. Tillsammans med Boris Jeltsin och Vitrysslands dåvarande ledare Stanislaŭ Sjusjkevitj  låg Kravtjuk bakom bildandet av Oberoende Staters Samvälde den 21 december 1991.
Kravtjuk krävde att Ryssland skulle dela med sig av kommandot över sovjetiska svartahavsflottan i Sevastopol på Krim, som sedan 1954 räknas till Ukrainska SSR. Under någon tid tvekade Kravtjuk också att skicka de sovjetiska kärnvapen som fanns utplacerade i Ukraina till Ryssland. Ukraina hade ingen ambition att bli kärnvapenmakt, men Kravtjuk poängterade att Ukraina ville försäkra sig om att Ryssland verkligen tänkte hålla sitt löfte och demontera dessa vapnen.
Ukraina omvandlades snabbt från en planekonomi till marknadsekonomi. Omställningen blev smärtsam för befolkningen. Under 1993 låg inflationen på flera tusen procent och landet hade stora ekonomiska problem. Många förlorade sina uppsparade pengar som plötsligt blev värdelösa. På grund av svåra sociala och ekonomiska problem i kölvattnet av den ekonomiska krisen utlystes nyval 1994, då Leonid Kutjma kom till makten. I valet förlorade Kravtjuk presidentmakten till Leonid Kutjma, vars politiska styrka framför allt baserade sig på röster i östra Ukraina, som är rysktalande och ortodoxt, medan västra Ukraina, Kravtjuks hemtrakter, främst är ukrainsktalande och uniatiskt (grekisk-katolskt). Kutjma hade sin politiska bas i metall- och vapenindustrin i staden Dnipropetrovsk i den ostligaste delen av Ukraina. 1994 blev Ukraina samarbetspartner med EU och 1997 skrevs ett vänskapsavtal med Ryssland.

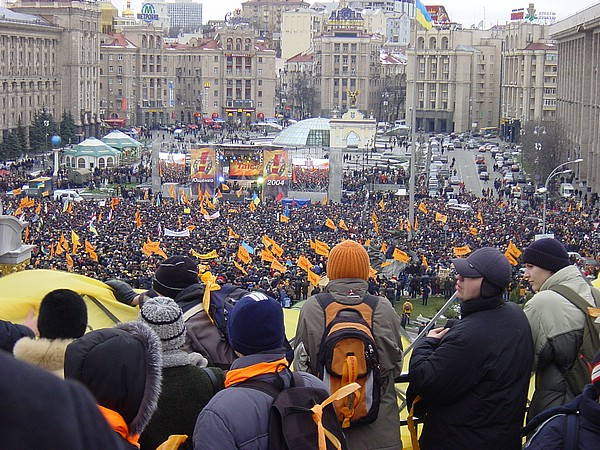
Den orangea revolutionen hösten 2004.

### Orangea revolutionen och efterspel
År 2004 meddelade Kutjma att han inte skulle ställa upp för återval samma år. De två viktigaste kandidaterna i valet hösten 2004 var dåvarande premiärministern Viktor Janukovytj som strävade efter att knyta närmare band mellan Ukraina och Ryssland och som stöddes av såväl Kutjma som Rysslands president Vladimir Putin. Den viktigaste motståndaren, den tidigare premiärministern Viktor Jusjtjenko, som stöddes av bland andra Julia Timosjenkos block, strävade efter att Ukraina skulle blicka västerut och eventuellt ansöka om medlemskap i EU, som också gav honom sitt stöd.
Efter valet utropades Janukovytj till president den 21 november 2004. Detta mötts dock av en resning bland Jusjtjenko-anhängare i västra och norra Ukraina kallad orangea revolutionen som beskyllde Janukovitj för valfusk. Den 3 december förklarades valresultatet vara ogiltigt och en ny valomgång utlystes. Jusjtjenko utsågs till segrare i denna den 11 januari 2005. Jusjtjenko blev president och utsåg Julia Timosjenko till premiärminister. Den 8 september avskedas dock Timosjenko och efterträds av Jurij Jechanurov. I parlamentsvalet den 26 mars 2006 fick Janukovytj starkt stöd och sedan socialisterna bytt sida utsågs Janukovytj till premiärminister den 3 augusti det året.
I mars 2007 uppstod en konstitutionell kris då Jusjtjenko avsåg låta upplösa parlamentet och hålla nyval den 27 maj 2007. Detta föranledde stora demonstrationer i Kiev, både för och emot beslutet, som fattades den 3 april. Parlamentet kallade då till krismöte och röstade enhälligt ned presidentens beslut, varpå ärendet togs upp i Högsta domstolen. Jusjtjenko och Janukovytj kom sedermera överens om en kompromiss enligt vilken nyval kom att hållas den 30 september det året.

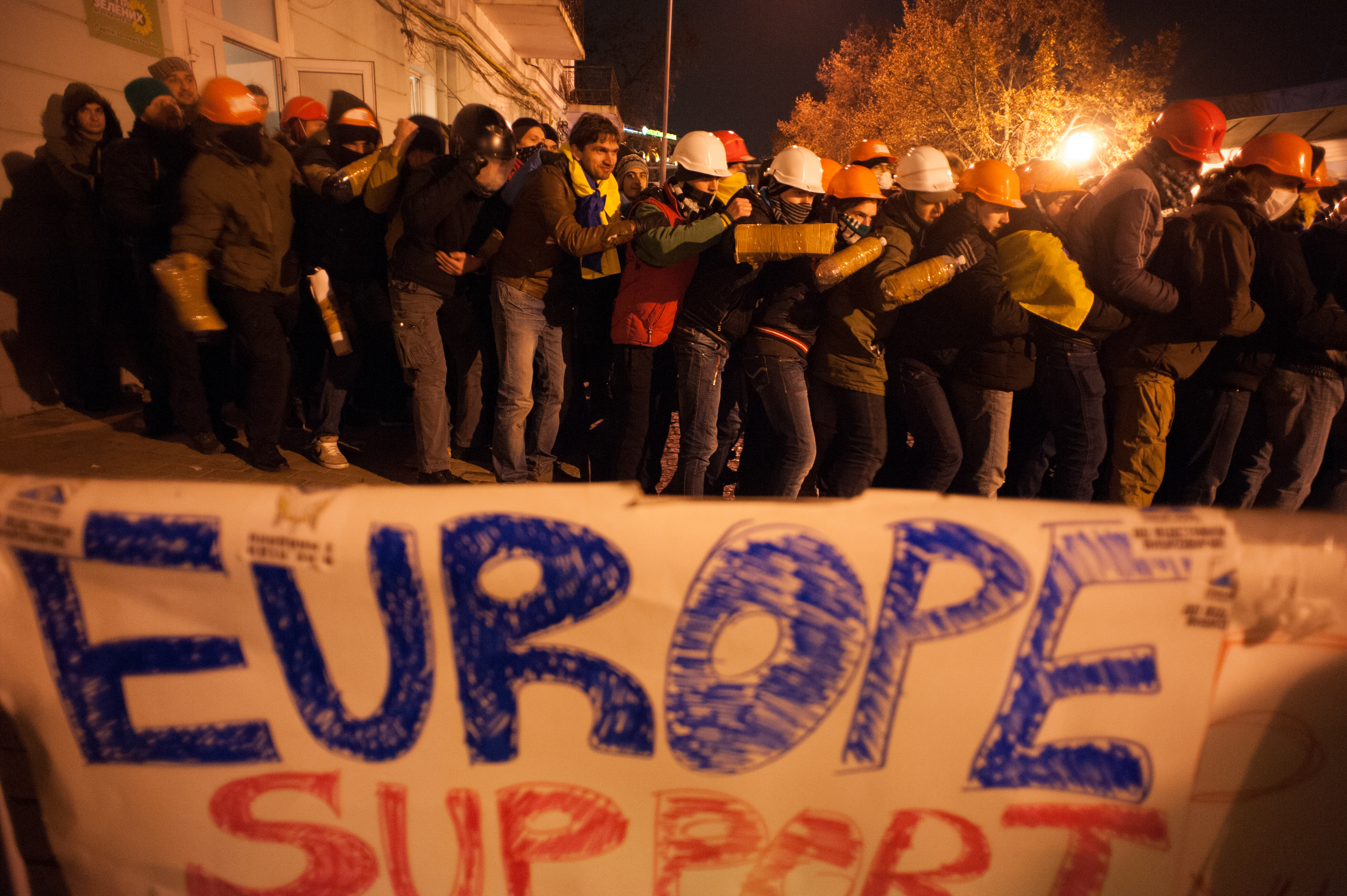
Euromajdan 2013–14 innebar nya omvälvningar.

### 2010–2014 (Janukovytj presidentperiod)
Februari 2010 framröstades Viktor Janukovytj som ny president, i ett val som fortsatte att polarisera nationen och där hans starka stöd kom från den till största delen rysktalande befolkningen i söder och öst. Under Janukovytjs presidenttid kom en ny konstitution, som avlöste den som var en följd av den orangea revolutionen. April 2010 skrev han avtal med Ryska federationen om både en 25-årig förlängning, till 2042, av uthyrningen av flottbasen i Sevastopol och ett gas- och energiavtal mellan länderna, som säkrade Ukraina gas och olja till ett subventionerad pris.
En språklag infördes av parlamentet och godkändes av Janukovytj 2012, lagen tillåter andra språk än ukrainska på regional och lokal nivå i Ukraina, rumänska/moldaviska och ungerska infördes som lokala språk i några gränskommuner. Dessutom fick åtta städer (inklusive Charkiv och Luhansk) och sex oblast (Odessa, Mykolajiv, Cherson, Zaporizjzja, Dnipropetrovsk och Donetsk) infört ryska som administrationsspråk.

### 2013–2014 (Euromajdan och oppositionens maktövertagande)
I december 2013 skrev Janukovytj under ett ukrainskt samarbetsavtal med Ryssland, efter att ha brutit förhandlingarna om ett avtal med EU. Detta väckte starka protester från oppositionen i speciellt de västra och centrala delarna av Ukraina, vilket ledde till tre månader långa demonstrationer och gatukravaller huvudsakligen i Kiev och flera städer i västra Ukraina (Euromajdan). För att stävja kravallerna införde Janukovitjs regering Den 16 januari i strid mot konstitutionen lagar som syftade till att begränsa mötes- och organisationsfriheten. Den 20 februari  förlorade Janukovitj en omröstning i parlamentet, varvid ingen av hans egna partimedlemmar stödde honom. Dagen efter flydde han till Ryssland via Charkiv.

Efter eskalerande våldsamheter i Kiev tecknades den 21 februari 2014 ett avtal med Viktor Janukovitj och oppositionens representanter Arsenij Jatsenjuk,Vitalij Klitjko, Oleg Tjagnibok. Avtalet och dess genomförande garanterades genom underskrifter från tre utrikesministrar från EU (Tysklands Franz-Walter Steinmeier, Frankrikes Fabio Laurent och Polens Radoslaw Sikorski) och innebar en tidplan för konstitutionella ändringar och att utlysa nyval.
23 februari 2014, efter oppositionens maktövertagande i Kiev, röstade parlamentet, med mycket liten marginal (232 av 450 röster) för att riva upp språklagen och återinföra ukrainska som enda nationellt språk på alla nivåer. Beslutet i ukrainska parlamentet om att riva upp språklagen om regionala språk blev dock inte genomfört. Den då tillförordnade presidenten Oleksandr Turtjynov den 28 februari inlade veto mot det nya lagförslaget, men först efter att Europaparlamentet krävt att de ukrainska myndigheterna skulle skydda möjligheten för människor att använda det ryska språket. Europaparlamentet uppmanade det ukrainska parlamentet att iaktta minoriteternas rättigheter och garantera friheten att använda ryska och andra minoritetsspråk. Det innebär att ryska fortfarande har status som regionalt språk i 13 av Ukrainas 27 oblast – de där rysktalande utgör minst tio procent av befolkningen.

### 2014 (Proryska protester, Krim, krig och utländsk inblandning)
De nya makthavarna i Kiev skapade rädsla bland de i huvudsak ryskspråkiga på Krim att den nya regeringen i Kiev skulle diskriminera dem med ryska rötter. Krim hade då cirka 2 miljoner invånare, varav cirka 60 procent var etniska ryssar. Förändringarna i Kiev startade också oroligheter i andra delar av landet som Ryssland utnyttjade genom att sända in militär, dock utan nationalitetsbeteckning - Ryssland menade att det var lokalbefolkningen som beväpnat sig och kallade soldaterna "små gröna män". Efter att Ryssland i autonoma republiken Krim i slutet av februari kuppat styret på Krim och installerat marionetter, begärde det nya ryssvänliga styret utökad autonomi. Ryssarna hade i Krim då redan total militär och administrativ kontroll över den nya republik, och beställde en folkomröstning som skulle visa att Krim ville tillhöra Ryssland. Resultatet i folkomröstningen godkändes i princip endast av Ryssland, och resulterade i att Krims styrande utropade sig självständigt och därefter lät republiken annekteras av Ryska federationen. Ryssland har i efterhand medgett att de "Små gröna männen" faktiskt var ryska soldater.
Under våren 2014 arrangerades proryska demonstrationer i delar av Ukraina. I april utropades två separatistiska republiker i Donetsk och Luhansk oblast, när Ryssland försökte repetera sina framgångar i Krim. Militären framställdes i rysk propaganda, delvis framgångsrikt, som lokal, prorysk milis, men senare händelser har visat att ryska säkerhetstjänsten FSB försökte styra händelseförloppet, bland annat utropades den ryska agenten Igor Girkin till ledare för milisen. Ryssland lyckades ta stora delar av territorierna, men efter att Ukrainas armé samlat sig efter tumultet i Kiev, lyckades man att hejda den ryska framryckningen.
Även där beställdes av Ryssland folkomröstningar om förändrad status för området.
Sedan februari 2014 har Ryska federationen (som annekterat Krim och kallat interimsstyret i Kiev olagligt) och EU/USA med allierade kommit i diplomatisk konfrontation med varandra. Detta har bl.a. lett till att både EU och USA utfärdat ekonomiska och resesanktioner riktade mot ryska och ukrainska personer som stödjer den ryska invasionen på Krim och i östra Ukraina. Ryssland har i sin tur infört importförbud för flera varor från väst, bl.a. flera jordbruksprodukter. I augusti 2014 införde Ryssland ett ettårigt importstopp av grönsaker och frukt från EU som ett svar på EU:s sanktioner. De har också utfärdat inresesanktioner riktade mot personer som stödjer regeringen i Kiev.
25 maj valdes Petro Porosjenko till ny president över Ukraina, och i slutet av juli skrev han under ett samarbetsavtal mellan Ukraina och EU; detta var samma avtal som Viktor Janukovytj vägrat att skriva under hösten 2013, vilket lett till Euromajdan-demonstrationerna i Kiev. Sedan kriget i östra Ukraina eskalerat till inbördeskrig har dock EU/Ukraina-avtalet omformulerats; september meddelades att avtalet ska börja gälla först årsskiftet 2015/2016, sedan EU kopplat avtalet till medlingsansträngningar för att få Ryssland att delta i lösningen av konflikten (det rådde vid denna tid förvirring kring hur stor Rysslands inblandning var i kriget).
Premiärminister Arsenij Jatsenjuk hotade samma sommar med att avgå. Parlamentet vägrade dock godkänna hans avskedsansökan, vilket ledde till att han satt kvar som premiärminister fram till det extrautlysta parlamentsvalet den 26 oktober. Efter valet bildade Jatsenjuk en ny regering utan medlemmar från extremhögern, som tidigare genom Svoboda var representerad i regeringen.

### Sedan 2019
Volodymyr Zelenskyi vann 2019 års presidentval. Han hade ett stöd på drygt 73 procent och den sittande presidenten Petro Porosjenko hade ett stöd på knappt 25 procent. Zelenskyi blev Ukrainas nye president från att ha varit inom nöjesbranschen. Zelenskyi valdes i ett val utan systematiskt fusk och i en stämning av ivrig förväntan. Petro Porosjenko misslyckades under sin presidenttid totalt med kontakten till det egna folket. Volodymyr Zelenskyi hade inget parti även om hans valrörelse ”Folkets tjänare” blev ett.
I juli 2019 fick president Volodymyr Zelenskyis parti Folkets tjänare en övertygande seger i partiets första parlamentsval.

### Ny fas i rysk-ukrainska konflikten 2021-2022
Hösten 2021 placerade Ryssland ut större militära styrkor nära gränsen till Ukraina, på det annekterade Krim samt genom samarbete med Belarus även i det landet. Den officiella orsaken var militärövningar, men kritik kom snart från ett antal västländer omkring ett ökat hot för rysk invasion av (hela) Ukraina. Parallellt krävde Ryssland garantier från Nato om att Ukraina aldrig skulle kunna bli del av den försvarsalliansen. Den 21 februari meddelade Rysslands president Putin att Ryssland erkände den nationella suveräniteten hos de ukrainska utbrytarrepublikerna Donetsk och Lugansk; samtidigt placerade man ut ryska trupper i de båda självutnämnda folkrepublikerna, med motivet att verka som "fredsbevarande" trupper. Detta erkännande skedde nästan på dagen åtta år efter etablerandet av den liknande utbrytarrepubliken på Krim, även detta direkt efter att ett vinter-OS avslutats. Ryssland har sedan tidigare de facto politisk kontroll över de båda folkrepublikerna.
Stark kritik mot Rysslands agerande kom från Nato, som skickat vapen till Ukrainas försvar och som lovat att försvara varje tum av Natos territorium (där Ukraina inte ingår).
Trots Natos kritik och varningar påbörjade Ryssland den 24 februari en fullskalig invasion på tre fronter. Efter initiala framgångar för Ryssland lyckades ukrainska armén dock hejda den ryska framryckningen, och även återta mycket av det Ryssland ockuperat under början av kriget. Utöver de mest södra delarna ligger fronten januari 2023 i närheten av där den legat sedan kriget började 2014.

## Konflikten mellan ukrainsk och sovjetisk/rysk historieskrivning
Den ukrainska och sovjetiska/ryska historiesynen som speglar "Ukrainas historia" skiljer sig på flera punkter, bland annat när det gäller synen på Ivan Mazepa och Stepan Bandera. Mazepa och nationalistledaren Bandera (1909–1959), som för ukrainska nationalister stått som symbol för ukrainsk självständighetssträvan blev under sovjettiden utsatt för hård kritik både i den sovjetiske historieskrivningen och av landets politiska krafter.[källa behövs] Både ryssar och ukrainare ser Kievriket som sin vagga.
”Ukrainska folkets nedrige förrädare, den blodige hunden och Judas Mazepa, vars direkta arvingar äro trefaldigt förbannade borgerliga nationalister och kapitalismens övriga agenter, drömde då om att förverkliga sina obskyra planer: att slå sönder det ukrainska folkets historiska vänskap med det broderliga ryska folket. Men uppsåtet hade inte lyckats och kommer ej heller att någonsin lyckas…” Så låter det i ett telegram från 1939 som Sovjetunionens främsta historiker  sände till Josef Stalin i samband med firandet av 230-årsdagen av slaget vid Poltava. Även om stalintidens kraftfulla språkbruk inte användes i debatten så fanns ändå attityden kvar i delar av Ukrainas och i hela Rysslands samtidspolitik under Viktor Jusjtjenko, Petro Porosjenko och Vladimir Putins presidentperioder.
I dagens Ukraina pågår en kulturell revolution och samtidigt delvis en historisk-kulturell revision, där man efter sekler av rysk ockupation återigen försöker att återfinna sina rötter och sin unika identitet. Efter Rysslands fullskaliga invasion 24 februari 2022 har detta påskyndats, och många som tidigare var proryska framhäver nu istället sin ukrainska identitet.  Det är ukrainsk kultur och det ukrainska språket som nu ska bygga den ukrainska identiteten. Ryska bombräder mot civila och civil infrastruktur har gjort rysk kultur oönskad, även hos de som tidigare accepterade det ryska narrativet om brödrafolk och den ryska historieskrivningen kring bland andra Bandera. Statyer från sovjettiden rivs och gator döps om.
Att Bandera, OUN, och UPA:s även var delaktiga i etnisk rensning och massmord på polacker i regionen Volhynien under andra världskrigets andra hälft är dock fastställt.  Till minne av Babij Jar-massakran hölls 2016 en stor ceremoni i Kiev. I samband med detta sade den israeliska presidenten Reuven Rivlin, i sitt tal i ukrainska parlamentet bland annat så här i sitt tal för att påminna Ukraina om sin delaktighet: “Many collaborators to the crimes were Ukrainians. And among them, the fighters of the OUN — who mocked the Jews, killed them, and in many cases handed them over to the Germans — particularly distinguished themselves.”
Sammanfattningsvis kan man säga att skiljelinjen mellan rysk och ukrainsk historieskrivning i fallet Bandera är, att medan Ryssland fokuserar på att Bandera tog hjälp av Nazityskland, så fokuserar Ukraina på den kamp Bandera förde för att befria nationen från det ryska oket. För att bättre förstå de olika synvinklarna så bör det ryska narrativet dock sättas i kontexten att Bandera försökte bryta loss Ukraina från Sovjet och rysk överhöghet, ett territorium som man än idag anser sig ha äganderätt över, och det ukrainska narrativet är till viss del en motreaktion på detta.